# Piet Kuiper (botanicus)
Pieter Jan Cornelis Kuiper (Hoorn, 30 juli 1934 – Haren, 10 december 2017) was een Nederlands hoogleraar plantenfysiologie.

## Biografie
Piet Kuiper groeide op op een boerderij in de Wieringermeer. 
Hij was al op jonge leeftijd geïnteresseerd in veldbiologie, met name in planten en paddenstoelen. Hij sloot zich aan bij de Nederlandse Jeugbond voor Natuurstudie NJN, waar hij diverse functies vervulde. Hij was vooral actief  binnen de plantensociologische werkgroep (sjocgroep) van deze jeugdbond en schreef over zijn bevindingen in het door deze werkgroep verzorgde blad 'Kruipnieuws'.
Hij behaalde de graad van ingenieur in de tuinbouwplantenteelt in 1958 aan de Landbouwhogeschool te Wageningen en promoveerde daar in 1961 op The effects of environmental factors on the transpiration of leaves, with special reference to stomatal light responseover het effect van verschillende kleuren licht op het openen en sluiten van huidmondjes. Daarna kreeg hij een aanstelling als  wetenschappelijk medewerker aan deze instelling en werkte hij enige tijd als onderzoeker in de Verenigde Staten.
In 1974 werd hij benoemd tot hoogleraar plantenfysiologie aan de Rijksuniversiteit Groningen.

## Onderzoek
Prof. dr. ir. Kuiper was nauw betrokken bij zowel fundamenteel als op toepassing gericht onderzoek. Omstreeks 1980 leidde hij, samen met de microbioloog en ecoloog Jan Woldendorp, de plantenecoloog Peter van der Aart en de Groningse geneticus Wilke van Delden, het zogenaamde Plantago-project, waarbinnen tientallen ecologen, fysiologen en genetici onderzoek verrichtten aan weegbreesoorten. Zijn onderzoek richtte zich op de invloed van stressfactoren op planten, zoals zout, vorst en droogte. Hij gaf vorm aan het nieuwe vak ecofysiologie dat ecologie en fysiologie verbond, onder meer in de vorm van een leerboek hierover.
In het verlengde hiervan  was hij betrokken bij onderzoek naar de effecten van luchtverontreiniging op wilde planten en onderzoek aan stressfactoren en commerciële plantensoorten zoals de tomaat. Hij ging per 1 januari 1999 met emeritaat.
Ook na zijn emeritaat hield hij zich nog met plantenonderzoek bezig, onder meer met veldinventarisaties in Australië en Papoea-Nieuw-Guinea. Daarnaast bleef hij als vermaard en enthousiast paddenstoelendeskundige geregeld adviezen geven over giftigheid en plukken van paddenstoelen.
In 1983 werd hij benoemd tot lid van de Koninklijke Nederlandse Akademie van Wetenschappen.

## Persoonlijk
Piet Kuiper hield niet van academische conventies en protocollen. Zo droeg hij tijdens promotieplechtigheden nooit een toga.  
Kuiper trouwde op 5 juli 1958 met de sociologe Cécile Marguerite Hélène Lapré (Djokjakarta, 6 juni 1936)  Hij had haar bij de NJN leren kennen en verrichtte ook geregeld botanisch veldonderzoek met haar.
Samen overleden ze weloverwogen op 10 december 2017.